# بییابیسنسیو د لس کابایرس
بییابیسنسیو د لس کابایرس (به اسپانیایی: Villavicencio de los Caballeros) یک شهرستان در اسپانیا است که در استان وایادولید واقع شده‌است.